# 下地奨
下地 奨（しもじ しょう、1985年8月2日 - ）は、沖縄県出身のプロサッカー選手。ポジションはミッドフィルダー。

## 経歴
中学・高校はヴェルディ川崎の下部組織に所属していたがトップ昇格は叶わず青山学院大学に進学。大学在学中からJ2・サガン鳥栖の練習に参加し、2008年にサガン鳥栖に入団した。しかし鳥栖では結果を残せず、2011年にチームからは契約続行のオファーがあったがこれを断り海外移籍を決断した。まずパラグアイの名門、スポルティボ・ルケーニョに練習生として入団したが4か月で退団し、鳥栖時代のチームメイトからの誘いを受けブラジルへ向かいサンパウロ州リーグ1部に所属するCAリネンセと契約した。しかし就労ビザの関係で試合に出場することが出来ずシーズンを終え、翌年マットグロッソ・ド・スル州リーグに所属するECアグイア・ネグラに移籍。ビザ問題も解決し初の海外リーグでの試合出場を経験すると共にカップ戦の優勝と全国リーグ昇格を果たした。シーズン終了後にチームから契約続行の意思を告げられていたが、会長交代の余波で白紙となり所属チームを失った。貯金も底をついていたため銀座のクラブでボーイのアルバイトをしていたが、サッカーを続けるため伝手を頼ってタイのトライアウトに参加。チョンブリーFCのテストは不合格だったがBECテロ・サーサナFCのテスト最終日に出場した試合で複数ゴールの結果を出し契約を勝ち取った。
テロ・サーサナでは1年目から9ゴールと活躍。リーグオールスターの一員としてイングランドのプレミアリーグ、チェルシーとの親善試合にも出場した。更に2年目は日本人選手として初の2桁得点（17得点・リーグ5位）を記録。タイサッカー界の三大タイトルである『トヨタ・リーグカップ』では優勝を果たした。大きな結果を残したことで移籍オファーも多く届くようになり、2015年はタイ2部リーグ（Div1）のポリス・ユナイテッドFCでリーグ優勝、2016年は1部のチャイナート・ホーンビルFCで主力として活躍した。しかし、チャイナートではチーム自体の成績は振るわずチームは2部降格となり契約解除の通告を受けた。この時下地は2年契約にも関わらず翌年の年俸が支払われていないとFIFAに提訴したが、これは単年契約なのに2年契約と虚偽の報告をした代理人の行為と契約書の確認を怠った下地に非があることが後に判明し却下されている。なお、この代理人には余罪もあり、日本の代理人登録からは完全に除名された。2017年はリーグ後半にタイ3部リーグのウドーンターニーFCに加入し3位で2部昇格を果たす。2018年も後期からウドーンターニーに加入し、翌2019年まで在籍した。その後キャリアブレイクに入り2022年およそ2年半ぶりにサッカー選手として復帰。サッカータイリーグT2のサムットプラーカーン・シティFCに加入した。
紆余曲折を経て辿り着いたタイで【タイ・ドリーム】を掴んだ選手として知られ、2020年にはタイリーグ歴代アジア人選手ベストイレブンにトップ下として選出された。

## 所属クラブ
ユース経歴
- 桜町スポーツクラブ・サッカー部
- ヴェルディジュニアユース
- ヴェルディユース（東京都立広尾高等学校）
- 青山学院大学

プロ経歴
- 2008年 - 2010年  サガン鳥栖
- 2011年3月-同年7月  スポルティボ・ルケーニョ
- 2011年8月-同年11月  CAリネンセ
- 2012年1月-同年6月  ECアグイア・ネグラ（英語版）
- 2013年 - 2014年  BECテロ・サーサナFC
- 2015年  ポリス・ユナイテッドFC
- 2016年  チャイナート・ホーンビルFC
- 2017年6月 - 2019年  ウドーンターニーFC

## 個人成績
| 国内大会個人成績 | 国内大会個人成績       | 国内大会個人成績 | 国内大会個人成績 | 国内大会個人成績                                 | 国内大会個人成績                 | 国内大会個人成績 | 国内大会個人成績 | 国内大会個人成績 | 国内大会個人成績 | 国内大会個人成績 | 国内大会個人成績 |
| 年度             | クラブ                 | 背番号           | リーグ           | リーグ戦                                         | リーグ戦                         | リーグ杯         | リーグ杯         | オープン杯       | オープン杯       | 期間通算         | 期間通算         |
| 年度             | クラブ                 | 背番号           | リーグ           | 出場                                             | 得点                             | 出場             | 得点             | 出場             | 得点             | 出場             | 得点             |
| 日本             | 日本                   | 日本             | 日本             | リーグ戦                                         | リーグ戦                         | リーグ杯         | リーグ杯         | 天皇杯           | 天皇杯           | 期間通算         | 期間通算         |
| ---------------- | ---------------------- | ---------------- | ---------------- | ------------------------------------------------ | -------------------------------- | ---------------- | ---------------- | ---------------- | ---------------- | ---------------- | ---------------- |
| 2008             | 鳥栖                   | 27               | J2               | 9                                                | 0                                | -                | -                | 0                | 0                | 9                | 0                |
| 2009             | 鳥栖                   | 27               | J2               | 18                                               | 0                                | -                | -                | 1                | 0                | 19               | 0                |
| 2010             | 鳥栖                   | 23               | J2               | 14                                               | 1                                | -                | -                | 0                | 0                | 14               | 1                |
| パラグアイ       | パラグアイ             | パラグアイ       | パラグアイ       | リーグ戦                                         | リーグ戦                         | リーグ杯         | リーグ杯         | オープン杯       | オープン杯       | 期間通算         | 期間通算         |
| 2011             | ルケ                   |                  | プリメーラ       |                                                  |                                  | -                | -                | -                | -                |                  |                  |
| ブラジル         | ブラジル               | ブラジル         | ブラジル         | リーグ戦                                         | リーグ戦                         | ブラジル杯       | ブラジル杯       | オープン杯       | オープン杯       | 期間通算         | 期間通算         |
| 2011             | リネンセ               | 3                |                  |                                                  |                                  | -                | -                | -                | -                |                  |                  |
| 2012             | アグイア・ネグラ       |                  |                  | 1                                                | 1                                | -                | -                | -                | -                |                  |                  |
| タイ             | タイ                   | タイ             | タイ             | リーグ戦                                         | リーグ戦                         | リーグ杯         | リーグ杯         | FA杯             | FA杯             | 期間通算         | 期間通算         |
| 2013             | サーサナ               | 16               | プレミア         | 22                                               | 7                                |                  |                  | -                | -                | 22               | 7                |
| 2014             | サーサナ               | 16               | プレミア         | 30                                               | 17                               |                  |                  | -                | -                | 30               | 17               |
| 2015             | ポリス・ユナイテッドFC |                  | Div1             |                                                  |                                  |                  |                  |                  |                  |                  |                  |
| 通算             | 日本                   | 日本             | J2               | 41                                               | 1                                | -                | -                | 1                | 0                | 42               | 1                |
| 通算             | ブラジル               | ブラジル         |                  | \|\|\|\|colspan="2"\|-\|\|colspan="2"\|-\|\|\|\| |                                  |                  |                  |                  |                  |                  |                  |
| 通算             | パラグアイ             | パラグアイ       | プリメーラ       | \|\|\|\|colspan="2"\|-\|\|colspan="2"\|-\|\|\|\| |                                  |                  |                  |                  |                  |                  |                  |
| 通算             | タイ                   | タイ             | プレミア         | 52                                               | 24\|\|\|\|\|\|\|\|\|\|\|52\|\|24 |                  |                  |                  |                  |                  |                  |
| 通算             | タイ                   | タイ             | Div1             | \|\|\|\|\|\|\|\|\|\|\|\|\|\|\|                   |                                  |                  |                  |                  |                  |                  |                  |
| 総通算           | 総通算                 | 総通算           | 総通算           | \|\|\|\|colspan="2"\|-\|\|\|\|\|\|\|\|           |                                  |                  |                  |                  |                  |                  |                  |

## タイトル
BECテロ・サーサナFC
- タイ・リーグカップ 優勝 (1) : 2014